# Austrolimnophila (Phragmocrypta) albocoxalis
Austrolimnophila (Phragmocrypta) albocoxalis is een tweevleugelige uit de familie steltmuggen (Limoniidae). De soort komt voor in het Afrotropisch gebied.